# Erik Hoffmann
Erik Hoffmann (Windhoek, 22 de agosto de 1981) es un ciclista namibio.
A pesar de su escaso palmarés profesional, la mayoría de su trayectoria la ha hecho como amateur, destacó en la prueba en ruta de los Juegos Olímpicos de Pekín 2008 acabando en un meritorio 21.º puesto (el primer africano de la prueba). Su única victoria profesional fuera de su país ha sido la primera etapa del Circuito Montañés 2007 donde además fue líder durante 3 jornadas.

## Palmarés
2004 (como amateur)
- Campeonato de Namibia en Ruta
- Campeonato de Namibia Contrarreloj

2006
- Campeonato de Namibia Contrarreloj

2007
- Campeonato de Namibia en Ruta
- 1 etapa del Circuito Montañés

2009 (como amateur)
- Campeonato de Namibia Contrarreloj
- 3.º en el Campeonato Africano Contrarreloj
- 3.º en el Campeonato Africano en Ruta

## Equipos
- Lamonta (2006-2007)
  - Team Lamonta (2006)
  - Team 3C Gruppe-Lamonta (2007)
- Giant Asia Racing Team (2008)